# La strada perduta e altri scritti
La strada perduta e altri scritti (titolo orig. The Lost Road and Other Writings – Language and Legend before 'The Lord of the Rings') è il quinto volume della Storia della Terra di Mezzo, una raccolta di bozze, frammenti e saggi di J. R. R. Tolkien. Pubblicato postumo nel 1987 da suo figlio Christopher, contiene testi che furono scritti attorno al 1936-1937.

## Contenuto
Il volume contiene i seguenti testi:
1. The Fall of Númenor ("La caduta di Númenor") - le prime due versioni dell'Akallabêth, la descrizione della caduta dell'isola
2. The Lost Road ("La strada perduta") -  romanzo incompleto, che tenta di collegare al presente gli altri racconti della mitologia di Tolkien (lo scrittore ha sempre detto che la Terra di Mezzo è il nostro mondo, in una qualche era del passato).
3. The Later Annals of Valinor ("Gli ultimi Annali di Valinor") - cronologia riguardante gli avvenimenti in Valinor, dalla creazione del mondo al sorgere del Sole. Non sono molto diversi rispetto agli annali contenuti in The Shaping of Middle-earth.
4. The Later Annals of Beleriand ("Gli ultimi Annali del Beleriand") - cronologia riguardante gli avvenimenti del Beleriand dalla sua creazione fino alla distruzione, più dettagliata di quella compresa in The Shaping of Middle-earth.
5. Ainulindalë - una prima versione della Musica degli Ainur.
6. The Lhammas - scritto relativo ai vari linguaggi degli Elfi, alle loro somiglianze e differenze.
7. Quenta Silmarillion - una delle prime versioni del Quenta Silmarillion.
8. The Etymologies ("Le etimologie") - dizionario etimologico, contenente radici e parole delle due principali lingue elfiche, Quenya e Sindarin.
9. The Genealogies, the List of Names and the Second Silmarillion Map ("Le genealogie, la lista dei nomi e la seconda mappa del Silmarillion") - brevi disamine sulle genealogie di alcuni dei personaggi e sul significato di parecchi nomi propri, oltre alla mappa modificata del Beleriand, che servì come base a quella pubblicata nel Silmarillion.

Tutti i testi sono accompagnati da un commento e un apparato di note di Christopher Tolkien.